# Stonewall (film, 1995)
Pour les articles homonymes, voir Stonewall.
Pour plus de détails, voir Fiche technique et Distribution.
Stonewall est un film britannico-américain réalisé par Nigel Finch, sorti en 1995.

## Synopsis
Le film est une fiction autour des émeutes de Stonewall.

## Fiche technique
- Titre : Stonewall
- Réalisation : Nigel Finch
- Scénario : Rikki Beadle Blair d'après le roman de Martin Duberman
- Musique : Michael Kamen
- Photographie : Chris Seager
- Montage : John Richards
- Production : Ruth Caleb et Christine Vachon
- Société de production : BBC Arena et Killer Films
- Pays :  Royaume-Uni et  États-Unis
- Genre : Comédie dramatique
- Durée : 99 minutes
- Dates de sortie : 
  -  Italie : 2 septembre 1995
  -  États-Unis : 3 septembre 1996

## Distribution
- Guillermo Díaz : La Miranda
- Frederick Weller (en) : Matty Dean
- Brendan Corbalis : Ethan
- Duane Boutte : Bostonia
- Bruce MacVittie : Vinnie
- Peter Ratray : Burt
- Dwight Ewell : Helen Wheels
- Matthew Faber : Mizz Moxie
- Michael McElroy : Princess Ernestine
- Luis Guzmán : Vito
- Joey Dedio : Angelo

## Distinctions
Le film a été présenté dans plusieurs festivals :
- Festival du film de Londres 1995 - prix du public
- Festival international du film d'Emden-Norderney 1996
- Festival du film Frameline 1996 - prix du public
- Outfest 1996 - mention du jury

Le film a été également nommé pour le GLAAD Media Award du meilleur film en sortie limitée.